# Andrew Hilditch

Andrew Mark Jefferson Hilditch est un joueur de cricket international australien né le 20 mai 1956 à North Adelaide. Ce batteur dispute 18 test-matchs et 8 rencontres au format One-day International (ODI) avec l'équipe d'Australie entre 1979 et 1985. 
Il est l'un des sélectionneurs de l'équipe nationale de 1996 à 2011, et est à la tête du comité de sélection de 2006 à 2011. Il est le beau-fils d'un autre international australien, Bob Simpson.

## Équipes
- Nouvelle-Galles du Sud
- Australie-Méridionale

## Sélections
- 18 sélections en test cricket de 1979 à 1985.
- 8 sélections en ODI de 1979 à 1985.